# Westerbeck (Sassenburg)
Westerbeck ist ein Ortsteil der Gemeinde Sassenburg im Landkreis Gifhorn (Niedersachsen).

## Geografie
Westerbeck liegt östlich des Ortsteils Neudorf-Platendorf und im Norden von Dannenbüttel. Zu Westerbeck gehört der Wohnplatz Neuhaus.

## Geschichte
Erste urkundliche Erwähnung findet Westerbeck im Jahr 1390.
1838 wurde im Moorvogthaus am Schiffgraben ein Gasthof eingerichtet, für den 1860 das heute noch bestehende Gebäude errichtet wurde, welches als Gasthof Neuhaus betrieben wird.
1922 erfolgte die Gründung der Freiwilligen Feuerwehr.
1950 wurde im Wald nahe Westerbeck in den Gebäuden eines aufgegebenen Gefangenenlagers das Torfwerk Heinz Kunze gegründet.
Am 1. März 1974 wurde Westerbeck in die neue Gemeinde Sassenburg eingegliedert.

## Politik

### Ortsrat
Der Ortsrat, der Westerbeck vertritt, setzt sich aus fünf Mitgliedern zusammen. Die Ratsmitglieder werden durch eine Kommunalwahl für jeweils fünf Jahre gewählt.
Bei der Kommunalwahl 2021 ergab sich folgende Sitzverteilung:
| Ortsrat 2021Insgesamt 5 Sitze - SPD: 1 - B.I.G.: 1 - WIRSA: 1 - CDU: 1 - AfD: 1 |

### Ortsbürgermeister
Ortsbürgermeister ist Stefan Lippel (CDU).

### Wappen
Beschreibung: In Rot ein silbernes (weißes) Hufeisen über einem silbernen (weißen) Palisadenzaun.

## Wirtschaft und Infrastruktur

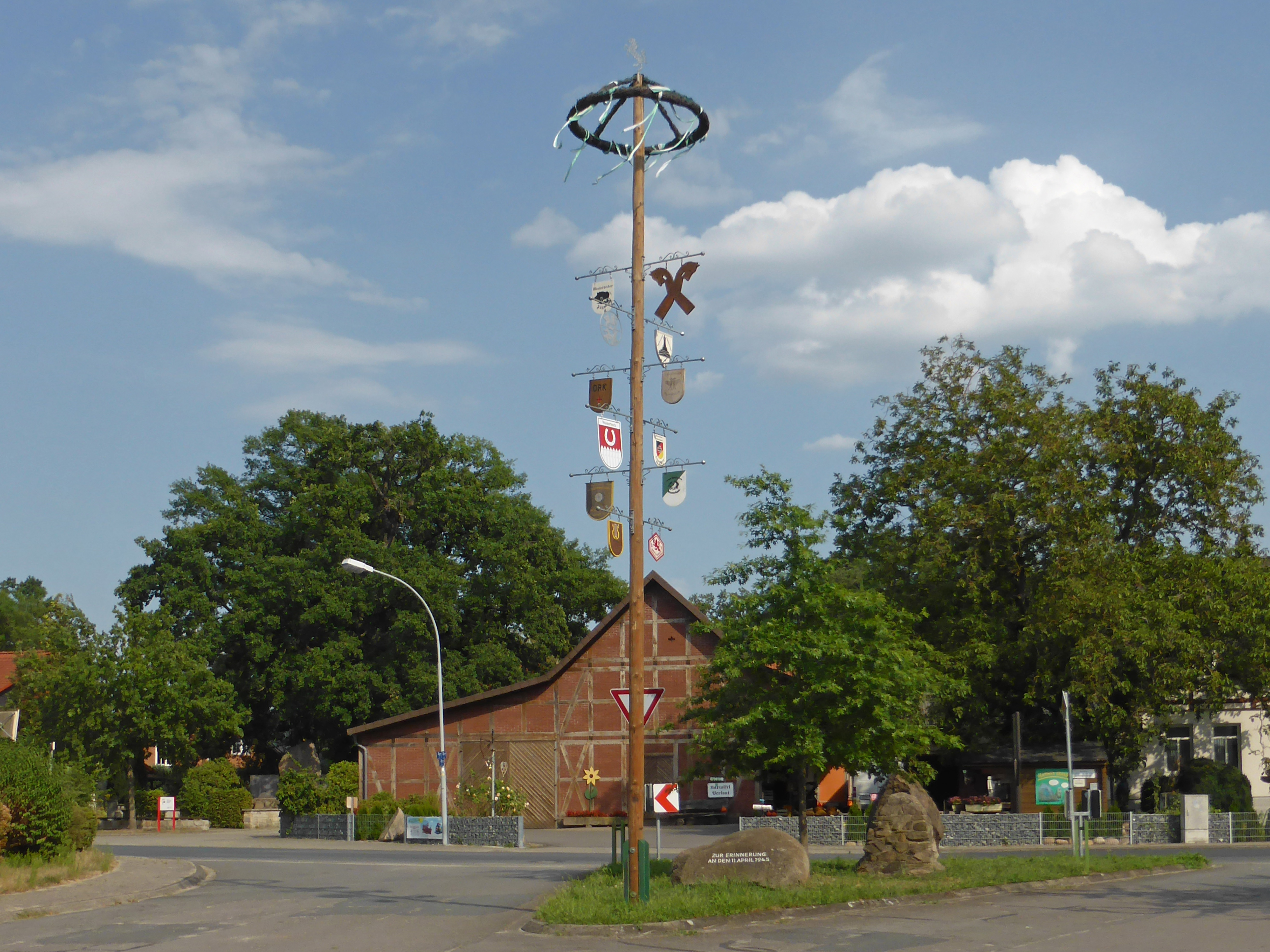
Ortspartie

### Öffentliche Einrichtungen
Die Freiwillige Feuerwehr in Westerbeck wurde 1922 gegründet, ihr heutiges Feuerwehrhaus 1973 erbaut. 1941 wurde die erste Tragkraftspritze beschafft, 1962 das erste Feuerwehrfahrzeug. 1963 erfolgte die Gründung einer Jugendfeuerwehr.

### Bildung

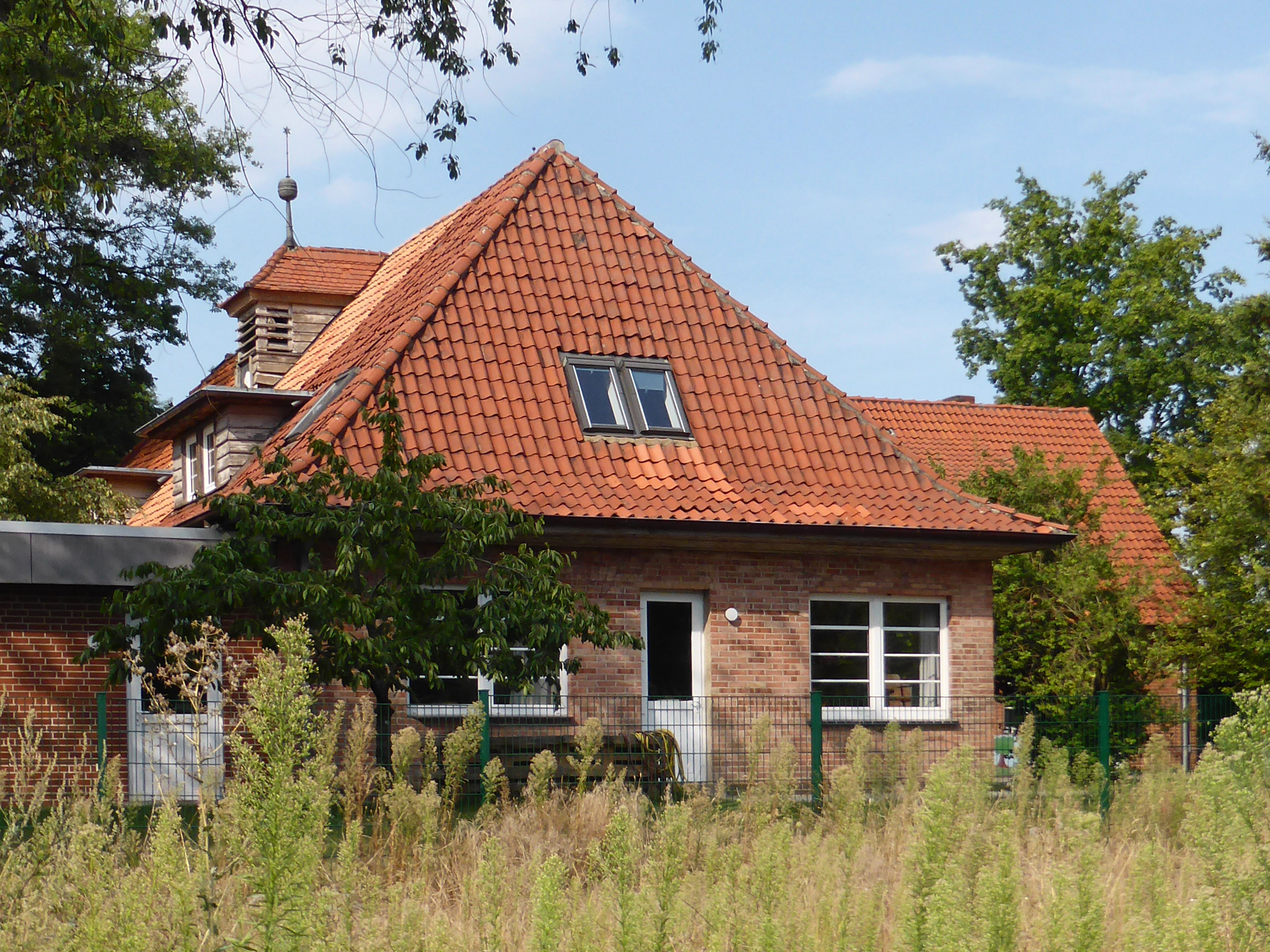
Alter Kindergarten

Westerbeck verfügt über eine Kindertagesstätte, die im September 1973 eröffnet wurde. Die von der Arbeiterwohlfahrt getragene Einrichtung bietet über 160 Plätze für Kinder im Alter von ein bis sechs Jahren, um 2013 wurde das heutige Gebäude bezogen.
Südlich von Westerbeck, an der Kreisstraße 93 sowie Landesstraße 289 liegend, befindet sich die IGS Sassenburg.
Zudem befindet sich die Grundschule Sassenburg in Westerbeck.

### Verkehr
Westerbeck ist über die Landesstraße 289 mit der Bundesstraße 188 verbunden. Die Kreisstraße 93 verbindet den Ort mit dem Nachbarort Triangel.